# Hinaleimoana Wong-Kalu
Hinaleimoana Kwai Kong Wong-Kalu (née le 15 mai 1972  ), également connue sous le nom de Kumu Hina, est une Hawaïenne autochtone māhū – un troisième genre traditionnel qui est « au milieu » entre homme et femme,,,, et elle est aussi une femme transgenre à la manière moderne. Elle est connue pour son travail comme kumu hula (« professeure de hula »), cinéaste, artiste, activiste et leader communautaire dans le domaine de la langue Kanaka Maoli et de la défense de la culture hawaïenne. Elle enseigne une philosophie et des traditions Kanaka Maoli qui favorisent les alliances interculturelles entre les îles du Pacifique. Kumu Hina est connue comme une « interprète puissante avec une voix claire et forte ». Elle a été célébrée comme « une icône culturelle ».

## Jeunesse et éducation
Wong-Kalu est née le 15 mai 1972 dans le district de Nu'uanu sur O'ahu. Sa mère est d'origine anglaise, hawaïenne et portugaise et son père est d'origine chinoise. Elle est la plus jeune de quatre frères et sœurs. Elle a fréquenté l'école Kamehameha (1990) et l'Université d'Hawaï à Mānoa (1996-2004) où elle a commencé à faire de l'activisme.

## Carrière
Wong-Kalu fut l'une des fondatrices du projet de santé transgenre Kulia Na Mamo et directrice culturelle d'une école publique à charte à Hawaï. Elle fut également kumu de langue hawaïenne au Leeward Community College. Candidate au Bureau des Affaires hawaïennes, elle a été l'une des premières candidates transgenres à des fonctions politiques d'un État des États-Unis. Elle a également été présidente du Conseil funéraire de l'île d'O'ahu, qui supervise la gestion des sites funéraires autochtones hawaïens et des restes ancestraux.
Wong-Kalu a fait l'objet du long métrage documentaire Kumu Hina, réalisé par Dean Hamer et Joe Wilson,. Kumu Hina a été présenté en première comme film de clôture du Festival international du film d'Hawaï en 2014 et a remporté plusieurs prix, dont celui du meilleur documentaire au Frameline Film Festival et le GLAAD Media Award pour documentaire exceptionnel. Il a été diffusé à l'échelle nationale sur PBS en 2015, où il a remporté le prix du public Independent Lens. En 2022, Wong-Kalu fut l'une des conservatrices d'une exposition du Bishop Museum sur les pierres de guérison Kapaemahu à Waikīkī,.

### Cinéaste
Après la sortie de Kumu Hina, Wong-Kalu a écrit une version pédagogique du film pour les enfants, A Place in the Middle, qui a été présentée en première au Festival international du film de Berlin et au Festival international du film pour enfants de Toronto et est présentée sur PBS Learning media.
Wong-Kalu, avec le cinéaste Dean Hammer et le réalisateur Joe Wilson, a produit le court métrage Lady Eva  et le long métrage documentaire Leitis in Waiting sur la lutte de la communauté autochtone transgenre dans le royaume de Tonga, dans le Pacifique Sud. Les deux films ont été projetés et ont remporté des prix aux AFI Docs et au festival du film de Los Angeles, au festival Margaret Mead, au FIFO et au Festival of Commonwealth Film, et ils ont été diffusés sur PBS/Pacific Heartbeat, ARTE, Maori TV, TV France et NITV. Depuis la production de Leitis in Waiting, le film a récemment reçu le GLAAD Media Award, pour avoir décrit avec précision un des problèmes des communautés LGBTQI+  dans le monde.
En 2020, Wong-Kalu a réalisé, produit et enregistré la voix off de Kapaemahu, un court métrage d'animation basé sur l'histoire hawaïenne de quatre māhū légendaires qui ont amené les arts de la guérison de Tahiti vers Hawai'i et ont imprégné de leurs pouvoirs les rochers géants qui existent toujours sur la plage de Waikiki, malgré la venue du gouvernement étasunien et du tourisme. Narré dans le dialecte Niihau  de l'hawaïen, qui est rare, le film fut présenté en première au Tribeca Film Festival.

## Récompenses et distinctions
Elle est récipiendaire du prix Ellison Onizuka des droits humains et civils de la National Education Association, Éducatrice communautaire autochtone hawaïenne de l'année 2018, et Championne du changement pour la Maison Blanche. USA Today a nommé Wong-Kalu l'une des dix grandes Hawaïennes de ce siècle. Wong-Kalu est également présentée dans l'anthologie de 2022 de Naomi Hirahara, We Are Here: 30 Inspiring Asian Americans and Pacific Islanders Who Have Shaped the United States, qui a été publiée par la Smithsonian Institution et Running Press Kids.

## Vie privée
Wong-Kalu est mariée à Haemaccelo Kalu, originaire des Tonga.

## Filmographie
- Lady Eva
- Leitis in Waiting
- A Place in the Middle
- Kapaemahu (2020)